# Commanderie d'Ungjin
La Commanderie d'Ungjin (chinois traditionnel : 熊津都督府) (en coréen Hangul : 웅진도독부 Hanja: 熊津都督府 Romanisation révisée : Commanderie d'Ungjin McCune-Reischauer : Commanderie d'Ungjin) est une colonie chinoise crée pour contrôler la zone correspondant à l'ancien royaume coréen de Baekje. Le territoire de cette commanderie correspond approximativement à celui de l'actuelle province de Chungcheong du Sud.
Après avoir vaincu les royaumes de Baekje et Koguryo, la dynastie Tang répartit leurs territoires entre trois nouvelles structures administratives distinctes pour les gérer : le Protectorat Général pour Pacifier l'Est, la Zone de commandement du territoire de Gyerim et la Commanderie d'Ungjin. Ce système de gestion est appelé par les Tang le système Jimi.

## Histoire
Fondée en 660, la Commanderie d'Ungjin est une colonie crée pour administrer les territoires de l'ancien royaume coréen de Baekje, que les Tang viennent juste d'annexer. Ces territoires comprennent :
- La ville d'Ungjin proprement dite. Cette ville était administrée depuis le Château Sabi, aussi appelé Château Goma et correspond à l'actuel District de Buyeo, province du Chungcheong du Sud
- La confédération de Mahan. Cette confédération de 54 petits États située dans le sud-ouest de la Corée était administrée depuis le Château Gosaburi. Son territoire correspond à l'actuelle ville de Jeongeup, province du Jeolla du Nord.
- La province de Dongmyeong, administrée depuis le Château Ungjin. Son territoire correspond à l'actuelle ville de Gongju, province du Chungcheong du Sud.
- La province de Deongan, administrée depuis le Château Deugan. Son territoire correspond à l'actuelle ville de Nonsan, province du Chungcheong du Sud.
- La région d'Eunjin, administrée depuis le Château de la province de Gimnan. Son territoire correspond à l'actuelle ville de Seosan, province du Chungcheong du Sud.
- La province de Daemang (Hangul:대망 Hanja:帶方), administrée depuis le Château de Jukgun. Son territoire correspond à l'actuelle ville de Naju, province du Jeolla du Sud.

Cet ancien découpage administratif est donc abolit et remplacé par la commanderie Ungjin, qui est subdivisée en 13 Zhou: Ui (Hangul:우이 Hanja:嵎夷), Singu(Hangul:신구 Hanja:神丘), Rindeok (Hangul:린덕 Hanja:麟徳), Yunseong (Hangul:윤성 Hanja:尹城), Sangon (Hangul:산곤 Hanja:散昆), Anwon (Hangul:안원 Hanja:安遠), Binmun (Hangul:빈문 Hanja:賓汶), Gwiwa (Hangul:귀와 Hanja:帰化) qui est aussi connu sous le nom de Masaryang (Hangul:마사량 Hanja:麻斯良), Maena (Hangul:매나 Hanja:邁羅), Gamgae (Hangul:감개 Hanja:甘蓋) qui est aussi connu sous le nom de Gomagburi (Hangul:고막부리 Hanja:古莫夫里), Naseo (Hangul:나서 Hanja:奈西), Deongan (Hangul:덕안 Hanja:徳安), Nongsan (Hangul:농산 Hanja:龍山).
À côté de cette commanderie, on trouve quatre découpages administratifs de taille plus réduite :
1. La Zone de Commandement du Territoire d'Angdong, qui est composée des Zhou de Naejin (Hangul:내진 Hanja:熊津), Nosin (Hangul:노신 Hanja:鹵辛) qui est aussi connu sous le nom de Anogog (Hangul:아노곡 Hanja:阿老谷), Guji (Hangul:구지 Hanja:久遅) qui est aussi connu sous le nom de Guji (Hangul:구지 Hanja:仇知) et Burim (Hangul:부림 Hanja:富林) qui est aussi connu sous le nom de Beoreum (Hangul:벌음 Hanja:伐音).
2. La province de Gimnan, qui correspond au Zhou dePyeoni (Hangul:편이 Hanja:平夷), qui est aussi connu sous le nom de Juryu (Hangul:주류 Hanja:周留) ou Jiryu (Hangul:지류 Hanja:知留).
3. La Zone de Commandement du Territoire de Mahan, qui est composée des Zhou de Pyoeonwa (Hangul:편와 Hanja:平倭), Biri (Hangul:비리 Hanja:比利), Mijung (Hangul:미중 Hanja:辟中), Bomi (Hangul:보미 Hanja:布弥) et Jiban (Hangul:지반 Hanja:支半).
4. La province de Daemang, qui est composée des Zhou de Jiryu (Hangul:지류 Hanja:至留) qui est aussi connu sous le nom de Jiryu, Gunna (Hangul:군나 Hanja:軍那) qui est aussi connu sous le nom de Gurna (Hangul:굴나 Hanja:屈那), Dosan (Hangul:도산 Hanja:徒山), qui est aussi connu sous le nom de Chusan (Hangul:추산 Hanja:抽山), Banna (Hangul:반나 Hanja:半那) qui est aussi connu sous le nom de Bannaburi (Hangul:반나부리 Hanja:半那夫里), Jukgu, qui est aussi connu sous le nom de Duhil (Hangul:두힐 Hanja:豆肸) et Bohyeon (Hangul:보현 Hanja:布賢) qui est aussi connu sous le nom de Panomi (Hangul:파노미 Hanja:巴老弥).

Après la mort de Wang Wendu, le général de la dynastie Tang chargé de diriger la commanderie, on assiste a un regain de puissance des "mouvements de renaissance de Baekje", soit tous les soldats de l'ancienne armée du royaume qui ne se sont pas rendus. Gwisil Boksin, qui est un obligé de Mu de Baekje, décide de tirer parti de l'agitation politique générée par la mort de Wang. Il fait revenir Buyeo Pung du Japon et tous deux s'installent au château de Juryu, avant d'attaquer la dynastie Tang avec l'aide de l'armée japonaise. Les Tang réagissent en 661, en nommant Liu Renyuan commandant de la commanderie d'Ungjin et de la province de Daemang. En 663, Baekje et l'armée japonaise sont vaincus lors de la bataille de Hakusukinoe et échouent à reprendre Baekje aux Tang.
Après cette bataille, Liu Renyuan retourne en Chine et est remplacé à la tête de la commanderie par Liu Renzhi. Renzhi essaye de reconstruire les zones ravagées par la guerre. En 665, il promeut auprès de la Cour la fusion des zones territoriales de commandement, États et Zhou au sein de la Commanderie. En conséquence, 6 zones territoriales de commandement sont intégrées à la commanderie d'Ungjin (Hangul:웅진 Hanja:熊津) et transformé en 7 États (Dongmyeong, Jisim, Nosan, Gosa, Saban Daemang et Buncha) et 13 Zhou. La commanderie agrandie est gérée depuis le château de Sabi.
Après Renzhi, c'est Buyeo Yung (Hangul:부여륭 Hanja:扶余隆) , qui est nommé commandant de la région; mais comme il est effrayé par les risques d'invasion de la commanderie par le royaume voisin de Silla, il refuse de prendre son poste. Il est remplacé par Liu Rengui qui, lui, accepte le poste. Après la chute du royaume de a repris le poste. Après la conquête du royaume de Koguryo par les Tang, Liu Rengui retourne en Chine, mais Buyeo Yung continue de refuser ce poste. Ce sont donc Nagan (Hangul:나간 Hanja:難汗) et Yegun (Hangul:예군 Hanja:禰軍) qui le remplacent.
Peu de temps après, les craintes de Yung se concrétisent, car le royaume de Silla passe du statut d'alliés des Tang à celui d'ennemis de la Chine. En effet, si au départ, Silla est un allié des Tang, c'est parce que l'empereur Tang Taizong avait promis de laisser au royaume coréen le territoire de Baekje et toutes les terres situées au sud de Peonyang. Cependant Taizong meurt avant que la conquête de Koguryo soit achevée, et son successeur, Tang Gaozong revient sur cette promesse après la fin de la guerre. C'est à la suite de cette volte-face que Silla attaque et annexe une grande partie de la commanderie d'Ungjin en juillet 670, 82 châteaux s'étant rendus aux soldats coréens. Même après cette invasion, les attaques du royaume de Silla ne faiblissent pas et c'est la majorité des terres de l'ancien royaume de Baekje qui finissent pas être occupées. Les troupes coréennes avancent même jusqu'au château de Sabi, à partir duquel les Tang gèrent la commanderie d'Ungjin. La dynastie chinoise réagit en nommant Xue Rengui commandant de la Zone de commandement du territoire de Gyerim, mais finalement ils échouent dans leur tentative de repousser les Coréens et la commanderie d'Ungjin est entièrement occupée par Silla.
Après la fin du conflit, les Tang transfèrent le siège de la zone territoriale d'Ungjin au château de Geonan (Hangul:건안 Hanja:建安), ce qui correspond actuellement à Yingkou,au Liaoning. Ce nouveau siège fusionne avec Anju (Hangul:안주 Hanja:安州), un territoire qui dépend du Protectorat Général pour Pacifier l'Est.
En 686, Silla établit la zone de commandement du territoire d'Ungjin, puis la renomme Ungcheon (Hangul:웅천 Hanja:熊川) en 757. En 940, Ungcheon est rebaptisé Gongju, puis en 983, cette zone territoriale devient la province de Gongju.

## Voir également
- Protectorat Général pour Pacifier l'Est
- Zone de commandement du territoire de Gyerim